# 国鉄ツ100形貨車
国鉄ツ100形貨車（こくてつツ100がたかしゃ）は、かつて日本国有鉄道（国鉄）の前身である鉄道省に在籍した10 t 積みの通風車である。

## 概要
1928年（昭和3年）5月の車両称号規程改正によりツワ22550形（ツワ22550 - ツワ22719）147両はツ100形（ツ100 - ツ190、ツ192 - ツ247）に形式名変更された。この際何故かツ191は空番である。ツワ22550形は、山陽鉄道が国有化された際に誕生した形式であるワ7543形（ワ7543 - ワ7565、ワ14374 - ワ14381、ワ16146 - ワ16624）を1917年（大正6年）に改造した形式である。
車体塗色は黒一色であり、寸法関係は、全長は6,249 mm、全幅は2,388 mm、全高は3,581 mm、実容積は22.1 m3、自重は5.3 t - 6.4 t である。
1933年（昭和8年）に最後まで在籍した車両が廃車になり形式消滅した。称号規程改正時に同時に誕生したツ1形が戦後まで在籍したのに対してあまりに短い在籍期間であった。